# جاد وليامز
جاد وليامز (بالإنجليزية: Jade Williams)‏ هي ممثلة بريطانية، ولدت في 2 أكتوبر 1984 في لندن في المملكة المتحدة.

## وصلات خارجية
- جاد وليامز على موقع IMDb (الإنجليزية)
- جاد وليامز على موقع ألو سيني (الفرنسية)
- جاد وليامز على موقع ميوزك برينز (الإنجليزية)
- جاد وليامز على موقع قاعدة بيانات الفيلم (الإنجليزية)
- جاد وليامز على موقع كينوبويسك (الروسية)